# サムエル・ウラビエタ
サムエル・ウラビエタ (西：Samuel Urrabieta、1853年 - 1886年3月10日) はスペインの版画家、イラストレーター。スペインとパリで活動した。作品の署名には S URRABIETA VIERGE と記した。
父親のビセンテ・ウラビエタときょうだいのダニエル・ヴィエルジュ、ドロレス・ウラビエタも画家である。

## 経歴
| 父ビセンテ (左)と兄ダニエル |  | 父ビセンテ (左)と兄ダニエル |
| 父ビセンテ (左)と兄ダニエル |  |                             |

サムエル・ウラビエタは1853年にマドリードで生まれた。彼はビセンテ・ウラビエタの息子であり、ダニエル・ヴィエルジュの弟である。
サムエルも父や兄と同じく画家であり、その作品は彼がクロモリトグラファーとして働いていたパリの雑誌、『ル・モンド・イリュストレ』や『ユニヴェール・イリュストレ』 などに掲載された。
また、彼はジャーナリストとして兄のためにさまざまなトピックをスケッチした。
サムエルは1886年3月10日にマドリードで死去した。彼はイサベル女王勲章の受勲者でもあった。
アメリカの版画家ジョセフ・ペネルは、「サムエルはダニエルよりも才能があるが、華やかさに欠ける。」とし、サムエルのサインに着目するよう指摘した。

## 作品

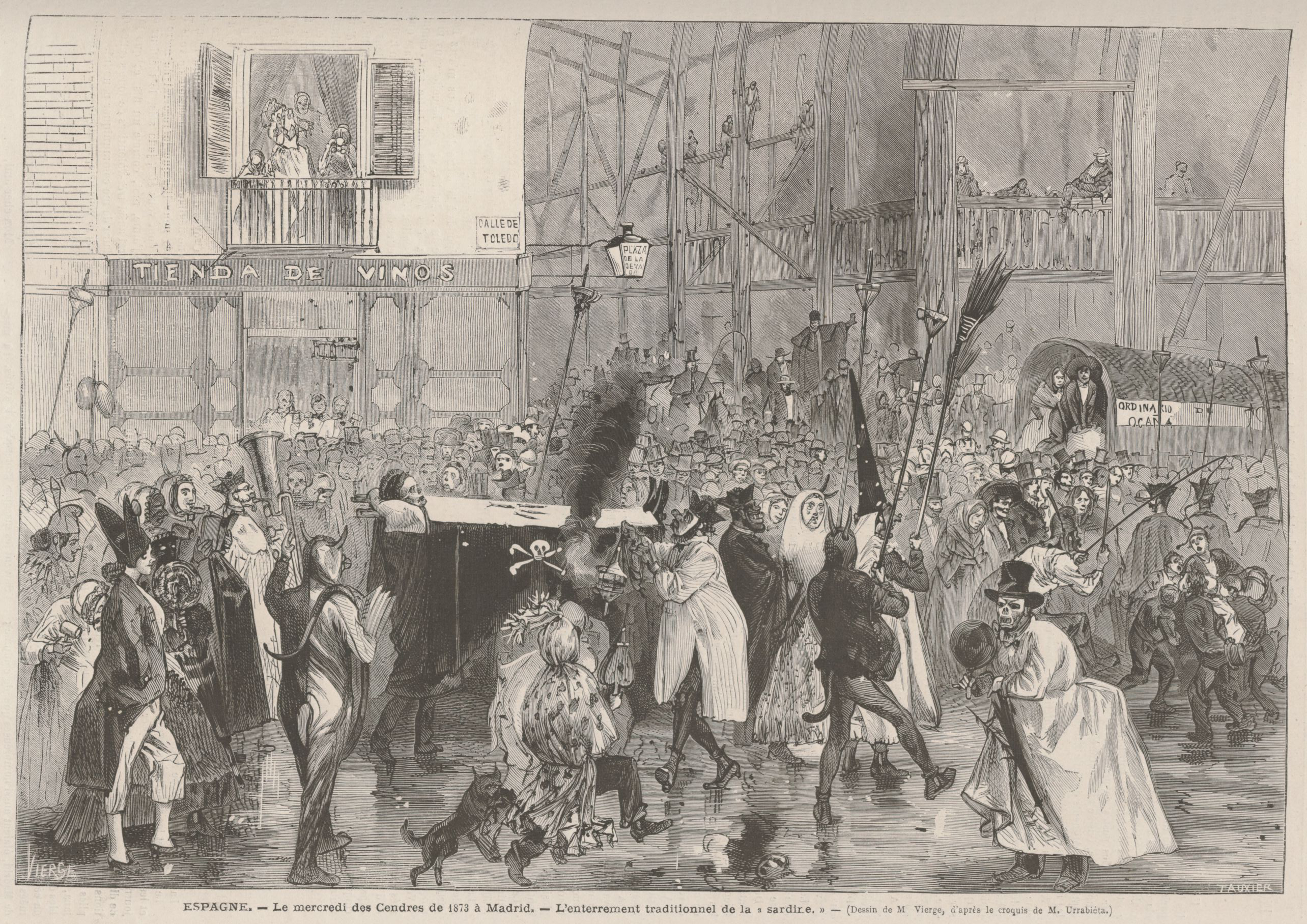
マドリードの灰の水曜日 (1873年)
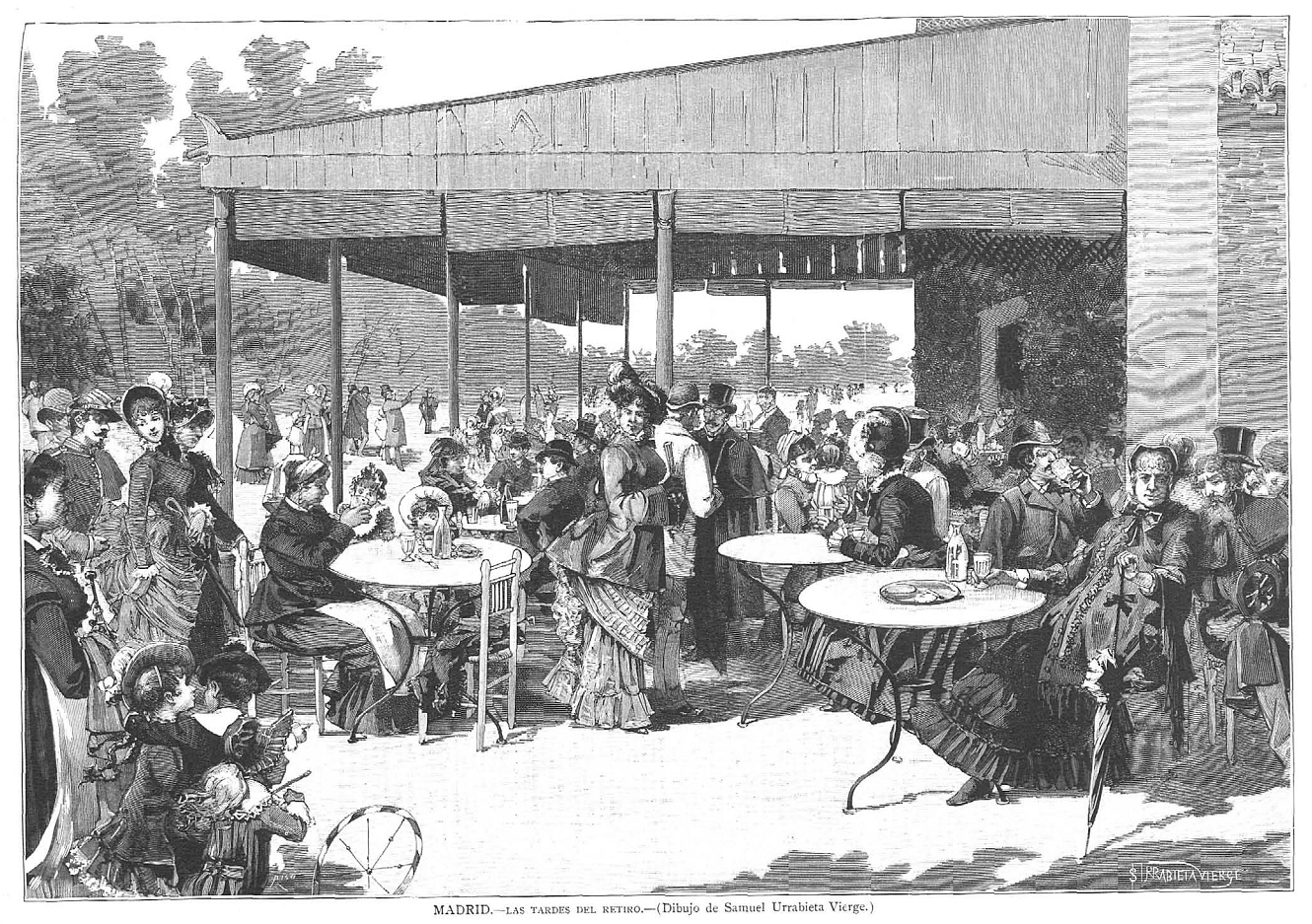
レティーロの昼下がり (1883年)
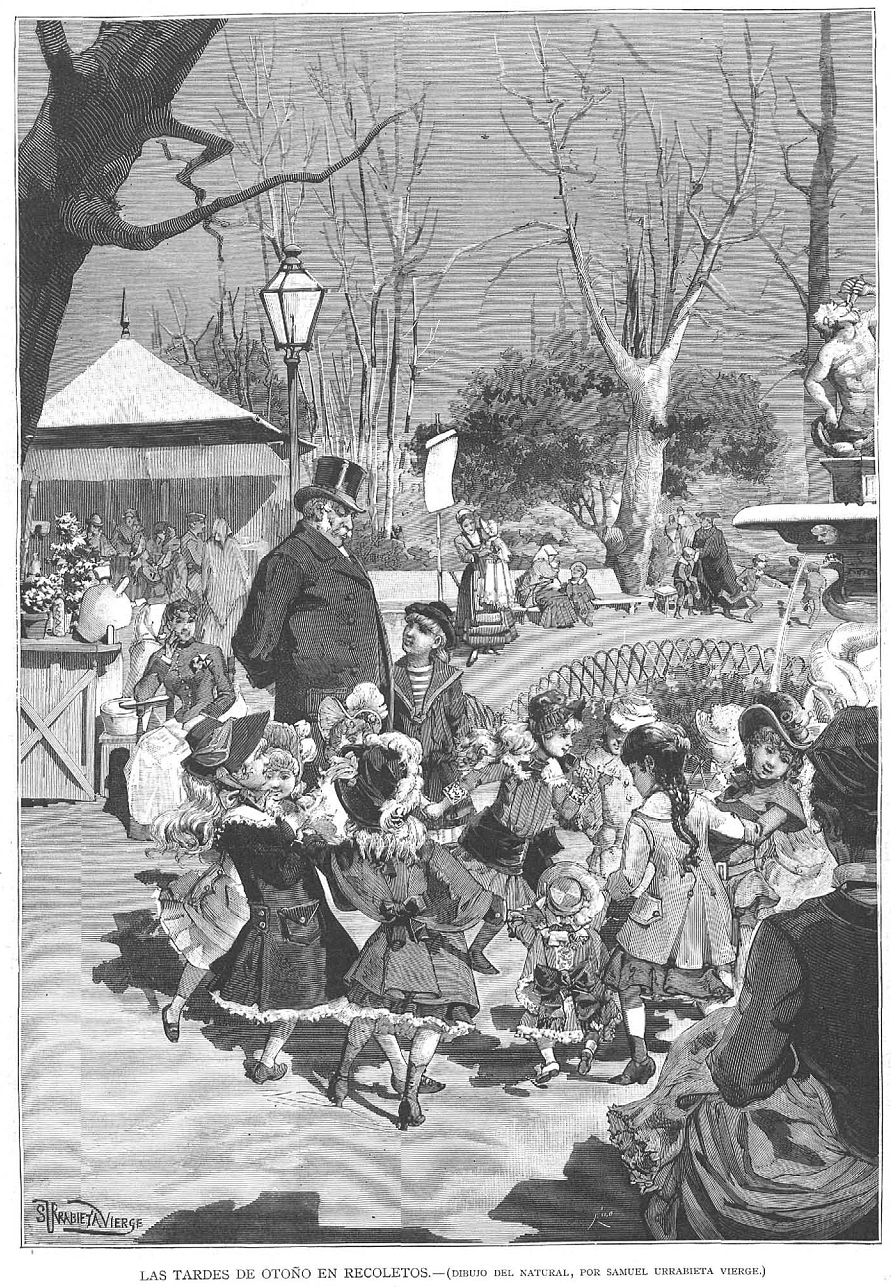
リコレトスの秋の午後 (1883年)
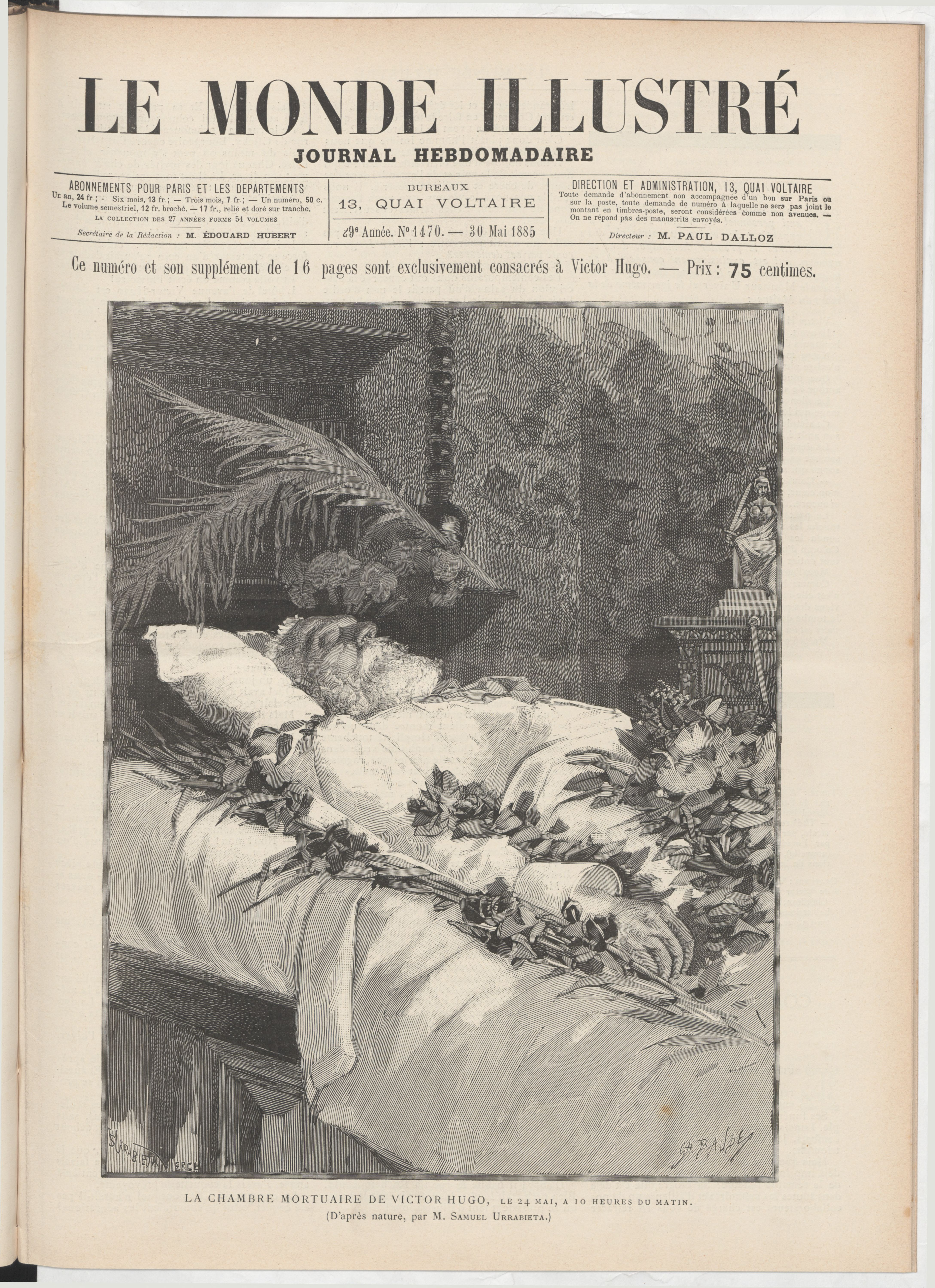
ユーゴーの葬儀 (1885年)